# The Evil of the Daleks
The Evil of the Daleks (La maldad de los Daleks) es el noveno y último serial de la cuarta temporada de la serie británica de ciencia ficción Doctor Who, emitida originalmente en siete episodios semanales del 20 de mayo al 1 de julio de 1967. Marcó el debut de Deborah Watling como la nueva acompañante del Doctor Victoria Waterfield.
Este serial se creó con la intención de ser la última historia de los Daleks en Doctor Who. El escritor Terry Nation, autor de los Daleks, estaba ocupado intentando venderlos a la televisión americana en esa época, y tenía la intención de darles una gran salida de la serie. Sin embargo, este no sería finalmente el último encuentro con ellos. 
En 1993, los lectores de DreamWatch votaron The Evil of the Daleks como la mejor historia de Doctor Who en una encuesta especial por el treinta aniversario de la serie.

## Argumento
En Londres, en 1966, el Segundo Doctor y Jamie McCrimmon observan sin poder hacer nada cómo cargan la TARDIS en un camión y se la llevan del aeropuerto de Gatwick. El camión llega a una tienda de antigüedades que lleva Edward Waterfield, que vende objetos de la era victoriana que, curiosamente, parecen nuevos. Waterfield está siendo coaccionado por los Daleks, que aparecen en una habitación secreta de su tienda mediante una máquina del tiempo, y exterminan al empleado amotinado Kennedy. Investigando la tienda, el Doctor y Jamie caen en una trampa que les gasea, y Waterfield les lleva dentro de la máquina del tiempo.
Al despertar descubren que les han llevado a 1866, y que están en la casa de Theodore Maxtible, el compañero de Waterfield. Los dos han estado intentando inventar una máquina del tiempo usando espejos y electricidad estática, cuando los Daleks salieron de su máquina del tiempo. Se llevaron a la hija de Waterfield, Victoria, como rehén, y le obligaron a viajar un siglo adelante para tender una trampa al Doctor robándole la TARDIS. Waterfield obviamente teme por la seguridad de su hija y la suya propia, pero Maxtible parece estar de acuerdo con los Daleks por sus propios motivos.
Los Daleks amenazan con destruir la TARDIS a menos que el Doctor les ayude con un experimento para aislar el "factor humano", las cualidades únicas humanas que les han permitido continuamente resistir y derrotar a los Daleks. Una vez que el Doctor haya aislado este factor humano, se lo implantará en tres Daleks, que se convertirán entonces en los precursores de una raza de "super Daleks", con las mejores cualidades de los humanos y los Daleks. Para este fin, los Daleks quieren que el Doctor pruebe a Jamie enviándole a rescatar a Victoria, que está cautiva en la casa. Extrañamente, el Doctor está muy cooperativo con los Daleks, manipulando a Jamie para que vaya a la misión de rescate sin decirle la naturaleza del test.
Jamie logra rescatar a Victoria, pero ella vuelve a ser hecha prisionera y teletransportada con la máquina del tiempo. El Doctor, observando cómo hizo Jamie el rescate, aísla el factor humano, pero continúa teniendo sospechas de que el experimento tiene algo más que simplemente esto. Una vez se implanta el factor humano en los tres Daleks, adquieren una personalidad completamente humana, con un carácter prácticamente infantil, aunque el Doctor dice que sus mentalidades madurarán rápidamente. Esta fue la intención del Doctor todo el tiempo: que el factor humano crease Daleks humanos que serán amistosos con la humanidad. Les bautiza como Alpha, Beta y Omega, pero pronto vuelven con la máquina del tiempo a Skaro, el planeta natal de los Daleks.
Mientras tanto, Waterfield ha descubierto que Maxtible les ha vendido a los Daleks con la esperanza de lograr la fórmula alquímica de transmotar metales básicos en oro. Sin embargo, Maxtible, que ha viajado a Skaro con la cabina de espejos, descubre lo despiadados que son los Daleks y lo vacío de sus promesas al ser torturado por fracasar en traer al Doctor hasta ellos. Jamie, Waterfield y el Doctor son encerrados en la máquina del tiempo, pero logran hacer el viaje a Skaro antes de que una bomba destruya la casa de Maxtible.
El trío encuentra un camino a la ciudad de los Daleks y les traen hasta el imponente Emperador Dalek, que revela las verdaderas razones tras los experimentos y la captura de la TARDIS: al aislar el factor humano, el Doctor también tuvo éxito en aislar el "factor Dalek". Los Daleks usarán el factor Dalek, las cualidades que les convierten en máquinas irracionales de matar, para reconvertir a los Daleks humanos. Además, el Doctor quiere que el Doctor use la TARDIS para esparcir el factor Dalek por la historia de la humanidad, convirtiendo a todos los humanos en Daleks. El Doctor sabe que el Emperador es consciente de que él moriría antes de cumplir esta orden, y por eso está preocupado acerca de por qué el Emperador parece tan confiado.
Con trucos hacen a Maxtible cruzar por un arco que le infunde el factor Dalek, convirtiendo su mente en la de un Dalek. Hipnotiza al Doctor y le lleva por el arco también, y aparentemente le convierte. Sin embargo, el Doctor está fingiendo la conversión. En secreto coloca un dispositivo en el arco mientras los Daleks están a la caza de los tres Daleks humanos. Como aún queda localizar a uno, el Doctor sugiere que todos los Daleks pasen por el arco de conversión para que el Dalek humano sea infundido con el factor Dalek.
Mientras el primer grupo de Daleks cruza el arco, el Doctor libera a los otros. El arco no funcionó en el Doctor porque estaba calibrado para humanos, y él no es humano. También ha sustituido el factor Dalek por el humano en el arco, así que los Daleks que lo crucen se convertirán en humanos y se rebelarán contra el Emperador. Este llama a sus Daleks Negros mientras la rebelión se esparce y la ciudad cae en el caos. Waterfield se lanza en el camino de un disparo de un Dalek Negro dirigido al Doctor, quien le promete que cuidará de Victoria, muriendo así en paz. El Emperador es atacado y exterminado por los Daleks humanos. Mientras el Doctor y sus acompañantes escapan, Maxtible se vuelve hacia la ciudad gritando sobre la eterna gloria de la raza Dalek antes de que la ciudad explote.
El Doctor le dice a Jamie que se llevarán a Victoria en sus viajes. Jamie, Victoria y el Doctor ven la ciudad Dalek en llamas desde lo alto de una colina mientras la guerra civil continúa, y proclama que este es el fin de los Daleks, el fin definitivo.

### Continuidad
- Las dos primeras partes de la historia tienen lugar al mismo tiempo que la cuarta parte de The War Machines.
- Sin contar la Tierra, el viaje del Doctor a Skaro (con la cabina del tiempo) es una de las primeras veces que el Doctor regresa a un planeta alienígena que ya ha visitado en una historia anterior.[1]
- Volverían a usarse espejos para construir una máquina del tiempo en el episodio de 2008 Gira a la izquierda.

#### Daleks
- En una escena cortada del serial del Tercer Doctor Day of the Daleks se decía que se destruyó a los Daleks rebeldes de este serial, estableciendo que esta no sería la última batalla de los Daleks.
- Se volvería a ver a otro Dalek humanizado tras asimilar el ADN de Rose Tyler en el episodio del Noveno Doctor Dalek (2005). Como los Daleks de este serial, ese Dalek comienza a experimentar emociones como el miedo y la empatía, y después comienza a cuestionar la xenofobia instintiva de los Daleks.
- Nuevas versiones de un Emperador Dalek aparecerían en Remembrance of the Daleks y El momento de la despedida.
- La temática de los Daleks usando un factor humano (la habilidad de los humanos de sobrevivir y triunfar) y la infusión en esclavos humanos de un factor genético Dalek, se repetiría casi idénticamente en los episodios de 2007 Daleks en Manhattan y La evolución de los Daleks.

## Producción
| Episodio          | Fecha de emisión    | Duración | Espectadores en millones | Estado en el archivo              |
| ----------------- | ------------------- | -------- | ------------------------ | --------------------------------- |
| Episodio 1        | 20 de mayo de 1967  | 24:07    | 8,1                      | Solo quedan fotogramas y el audio |
| Episodio 2        | 27 de mayo de 1967  | 25:13    | 7,5                      | Película de 16mm                  |
| Episodio 3        | 3 de junio de 1967  | 24:27    | 6,1                      | Solo quedan fotogramas y el audio |
| Episodio 4        | 10 de junio de 1967 | 24:43    | 5,3                      | Solo quedan fotogramas y el audio |
| Episodio 5        | 17 de junio de 1967 | 25:23    | 5,1                      | Solo quedan fotogramas y el audio |
| Episodio 6        | 24 de junio de 1967 | 24:48    | 6,8                      | Solo quedan fotogramas y el audio |
| Episodio 7        | 1 de julio de 1967  | 24:33    | 6,1                      | Solo quedan fotogramas y el audio |
| [ 2 ] [ 3 ] [ 4 ] |                     |          |                          |                                   |